# 코리아디자인센터

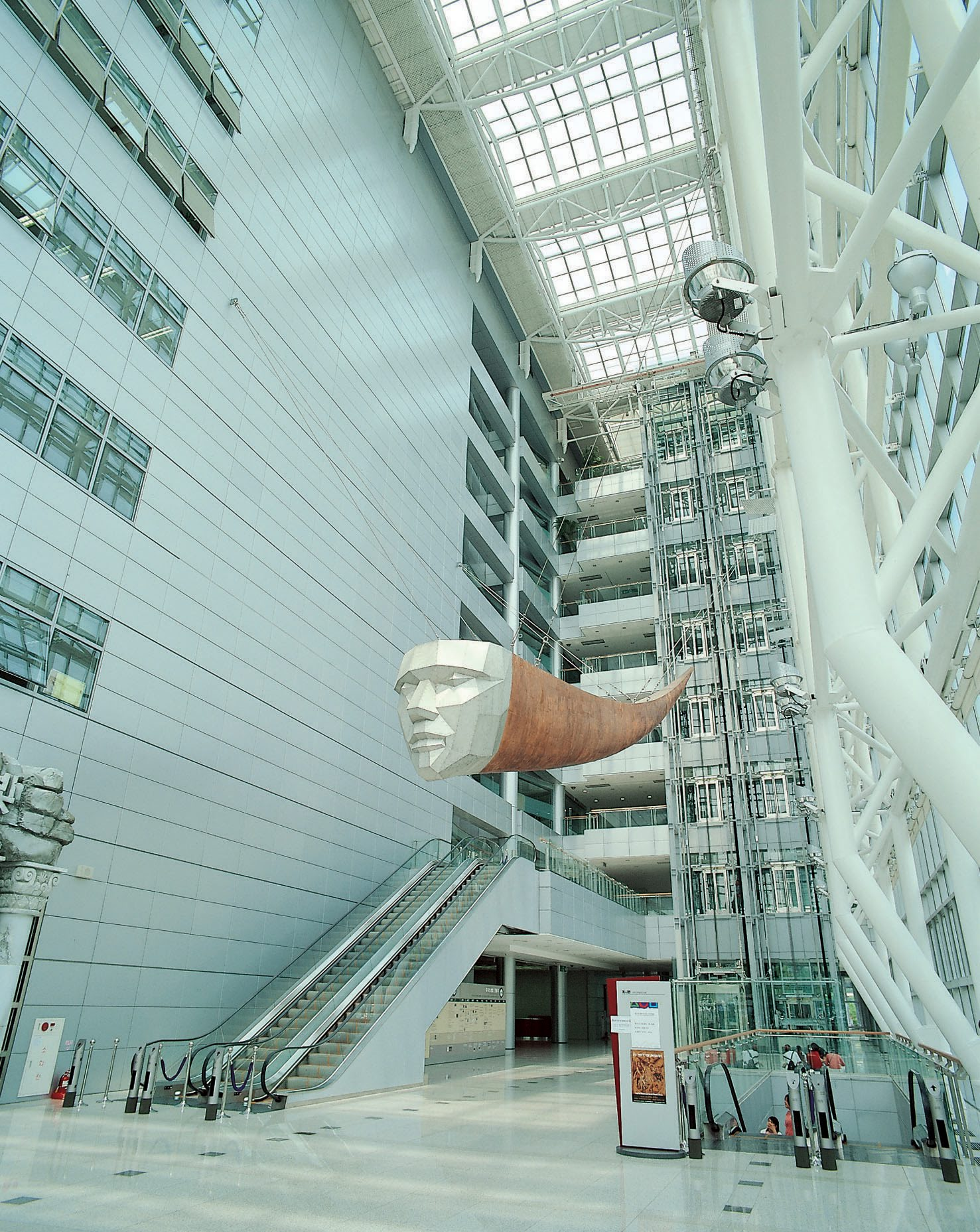
코리아디자인센터 1층

코리아디자인센터(영어:Korea Design Center, KDC)는 경기도 성남시 분당구 양현로 322 부지에 위치한 인텔리전트 빌딩이다. 디자인을 생산하고 정보를 제시·공유하며 디자이너 양성 및 중소기업 지원 역할을 수행하기 위해 지어진 건물로 2001년에 완공되었다. 부지 3,238평, 연건평 14,201평에 지상 8층, 지하 4층 규모로 디자인정보센터, 디자인인큐베이터, 디자인영재아카데미, e-디자인아카데미 등을 비롯 통합디자인혁신센터, 전시장이 포함되었으며, 한국디자인진흥원을 포함한 디자인 관련 단체 및 전문회사 등이 입주해있다.

## 디자인
인텔리전트 빌딩으로 지어진 코리아디자인센터는 디지털 시대의 디자인 진흥을 위한 길잡이 역할과 뉴 밀레니엄을 항해하는 방주의 이미지로 건립되어 2002년 건축문화대상을 수상할 정도로 건축적으로도 독특함을 띠었다. ‘노아의 방주’와 같이 희망과 생명을 상징하는 공간으로서 국내외 디자이너의 결집의 중심지’라는 의미를 지니기도 했다. 또한 지상 8층 높이 44미터의 1층 로비에는 조각가 이종빈의 〈신인류-신디자인〉이 설치되었다. 얼굴과 몸통, 꼬리 형태로 가로 20미터, 무게 2.5톤의 거대한 조각상으로, 지상 5미터 높이의 허공에 매달려, 센터를 찾는 사람들에게 깊은 인상을 남겼다. 작가는 작품 제목처럼 디자인을 통해 새로운 시대, 미래를 향해 나아가는 신인류의 모습을 형상화했다.

## 역사
- 1996년 12월 코리아디자인센터의 건립 기본 방향이 정해졌고, 1997년 2월에는 건립사업단이 발족했다. 4월에는 13명으로 구성된 건립추진위원회가 구성되었다.  경기도 성남시 분당구 양현로 322 부지를 10월에 매입하면서 건축물에 대한 건축설계경기를 공모했다.[2]
- 1997년 12월, 희림종합건축사의 작품이 선정되었고 1년 뒤인 1998년 12월, 기공식을 통해 코리아디자인센터 건립의 첫 삽을 떴다. 완공된 것은 그로부터 약 2년 뒤인 2001년 9월이었다.[2]
- 2001년 10월에 열린 첫 번째 공식 행사는 세계산업디자인대회(ICSID 2001 서울)와 이탈리아 디자인전으로 각각 서울 삼성동 코엑스와 코리아디자인센터에서 개최되었다.[3]
- 2001년 12월 코리아디자인센터에서 개최된 제3회 산업디자인진흥대회에 김대중 대통령 내외가 참석하였고, 정부는 2002년 디자인비전으로 "디자인코리아, 코리언파워"를 선포하고 국가경쟁력을높이기 위해 디자인산업을 적극 육성하겠다고 밝혔다.[4]
- 2004년 11월에는 지하 1층에 디자인체험관(DEX, 2004-2011)을 설립했다.[5]
- 2020년 1월에는 국내 근현대 디자인 사료를 시대별로 살펴볼 수 있는 '디자인코리아뮤지엄'을 정식 개관했다.[6]